# Lomtjärnen (Näs socken, Jämtland)
Lomtjärnen är en sjö i Östersunds kommun i Jämtland och ingår i Ljungans huvudavrinningsområde.